# Ficus cinnamomea
Ficus cinnamomea es una especie de planta del género Ficus, perteneciente a la familia Moraceae.

## Taxonomía
Ficus cinnamomea fue descrita por Edred John Henry Corner en 1960.

## Distribución
Se encuentra en el territorio de Nueva Guinea.